# Премия имени С. С. Смирнова
Премия имени С. С. Смирнова РАН — премия, присуждаемая с 1994 года Российской академией наук. Присуждается Отделением геологии, геофизики, геохимии и горных наук за выдающиеся научные работы по изучению месторождений полезных ископаемых и металлогении.
Премия названа в честь советского, российского геолога, специалиста в области минералогии рудных месторождений С. С. Смирнова.

## Лауреаты премии
Премия имени Премия имени академика Сергея Сергеевича Смирнова была вручена:
1. 1994 — Элимир Галимзянович Дистанов и Константин Романович Ковалев — За серию работ «Геология и генезис гидротермально-осадочных колчеданно-полиметаллических месторождений Западного Забайкалья и Северного Прибайкалья»
2. 1997 — Александр Феопенович Коробейников — За серию работ "Золото и золото-платиновое оруднение в палеозойских орогенах (на примере Алтае-Саянской области и Калбы)
3. 2000 — Юрий Григорьевич Сафонов — За серию работ "Развитие теоретических основ оценки и прогнозирования золотого оруднения
4. 2003 — Владимир Александрович Коваленкер — за серию работ «Минералого-геохимические закономерности формирования эпитермальных руд золота, их теоретическое и практическое значение»
5. 2006 — Сергей Викторович Белов, Николай Николаевич Зинчук и Анатолий Александрович Фролов — За монографию «Карбонатиды и кимберлиты»
6. 2009 — Феликс Петрович Митрофанов и Алексей Урванович Корчагин — За серию работ «Научное обоснование, открытие и изучение ряда промышленных платино-палладиевых месторождений нового типа Кольской платинометалльной провинции»
7. 2012 — Илья Владимирович Викентьев — За цикл работ «Колчеданные месторождения: условия образования и формы нахождения благородных металлов»
8. 2015 — Надежда Александровна Криволуцкая — за серию научных работ по изучению медно-никелевых месторождений Восточной Сибири
9. 2018 — Игорь Владимирович Чернышёв, Вячеслав Николаевич Голубев, Андрей Владимирович Чугаев — за серию работ под общим тематическим названием «Геохронология месторождений золота и урана Забайкалья и Южного Верхонья»
10. 2021 — Николай Анатольевич Горячев — за серию работ «Проблемы орогенных металлогении золота и генезиса орогенных месторождений золота»[1]
11. 2024 — Сергей Гаврилович Кряжев, Светлана Степановна Двуреченская и Сергей Гарольдович Соловьёв — за цикл работ по металлогении рудных месторождений[2].